# Вулиці у вогні
«Вулиці у вогні» (англ. Streets of Fire) — американський бойовик 1984 року.

## Сюжет
Банда жорстоких байкерів викрадає прямо з концерту популярну рок-діву. Колишній кавалер співачки на ім'я Том Коді погоджується повернути дівчину і оголошує війну лиходіям-мотоциклістам.

## У ролях
- Майкл Паре — Том Коді
- Даян Лейн — Еллен Ейм
- Рік Мораніс — Біллі Фіш, менеджер Еллен
- Емі Медіган — Маккой
- Віллем Дефо — Райвен Шеддок
- Дебора Ван Валкенберг — Рева Коді
- Річард Лоусон — офіцер Ед Прайс
- Рік Россовіч — офіцер Кулі
- Білл Пекстон — бармен Клайд
- Лі Вінг — Гріер